# Генданг

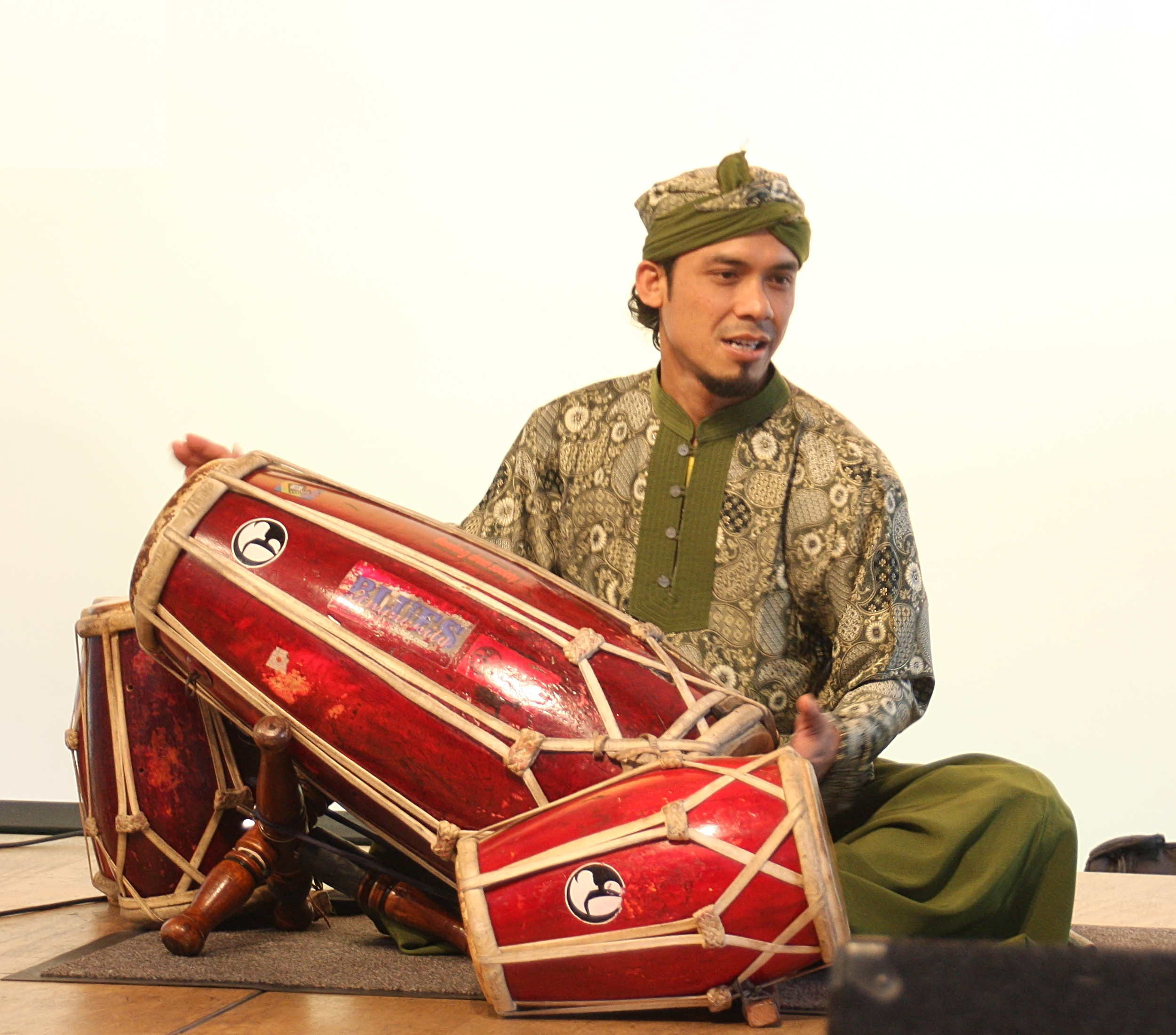

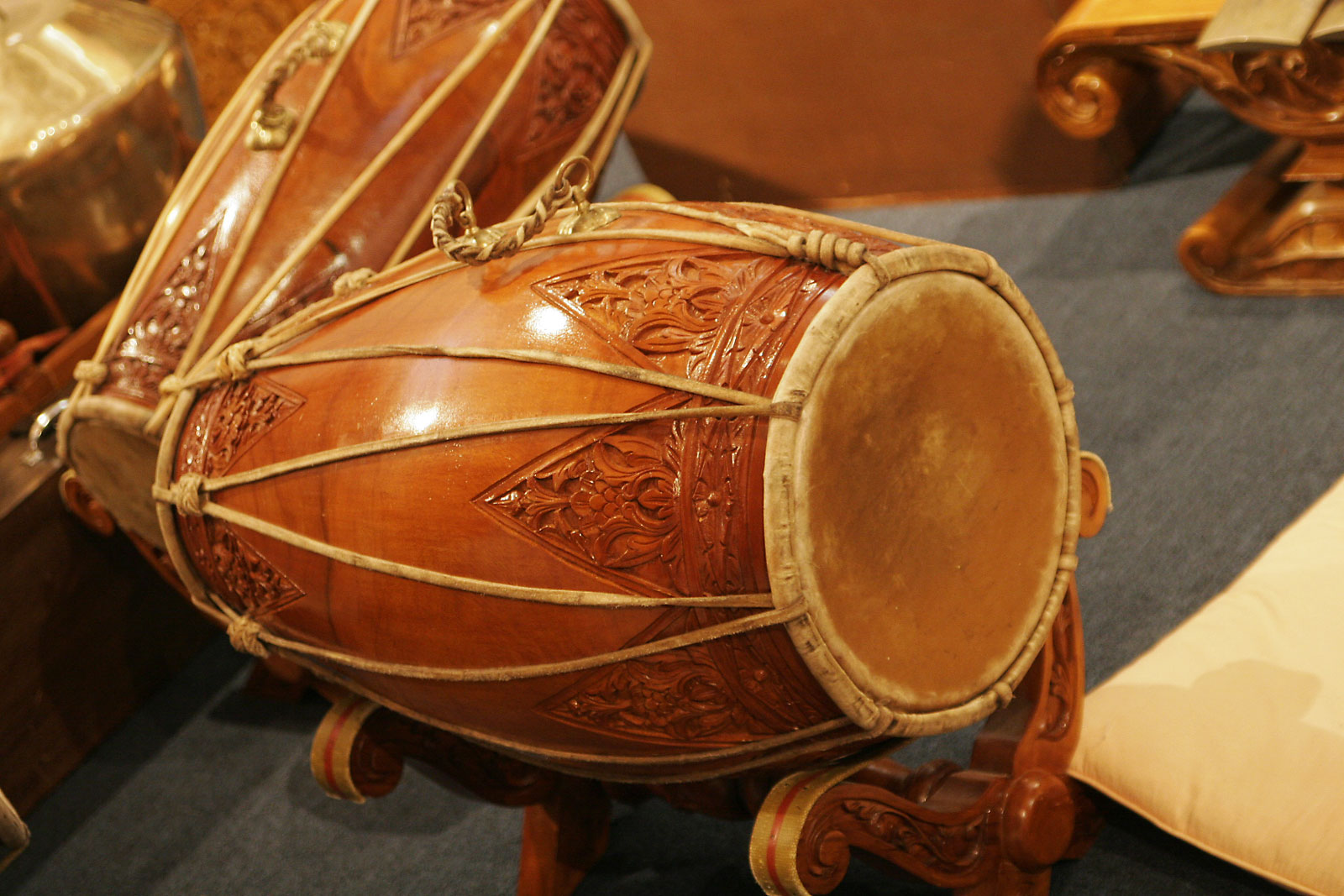
Генданг с острова Ява

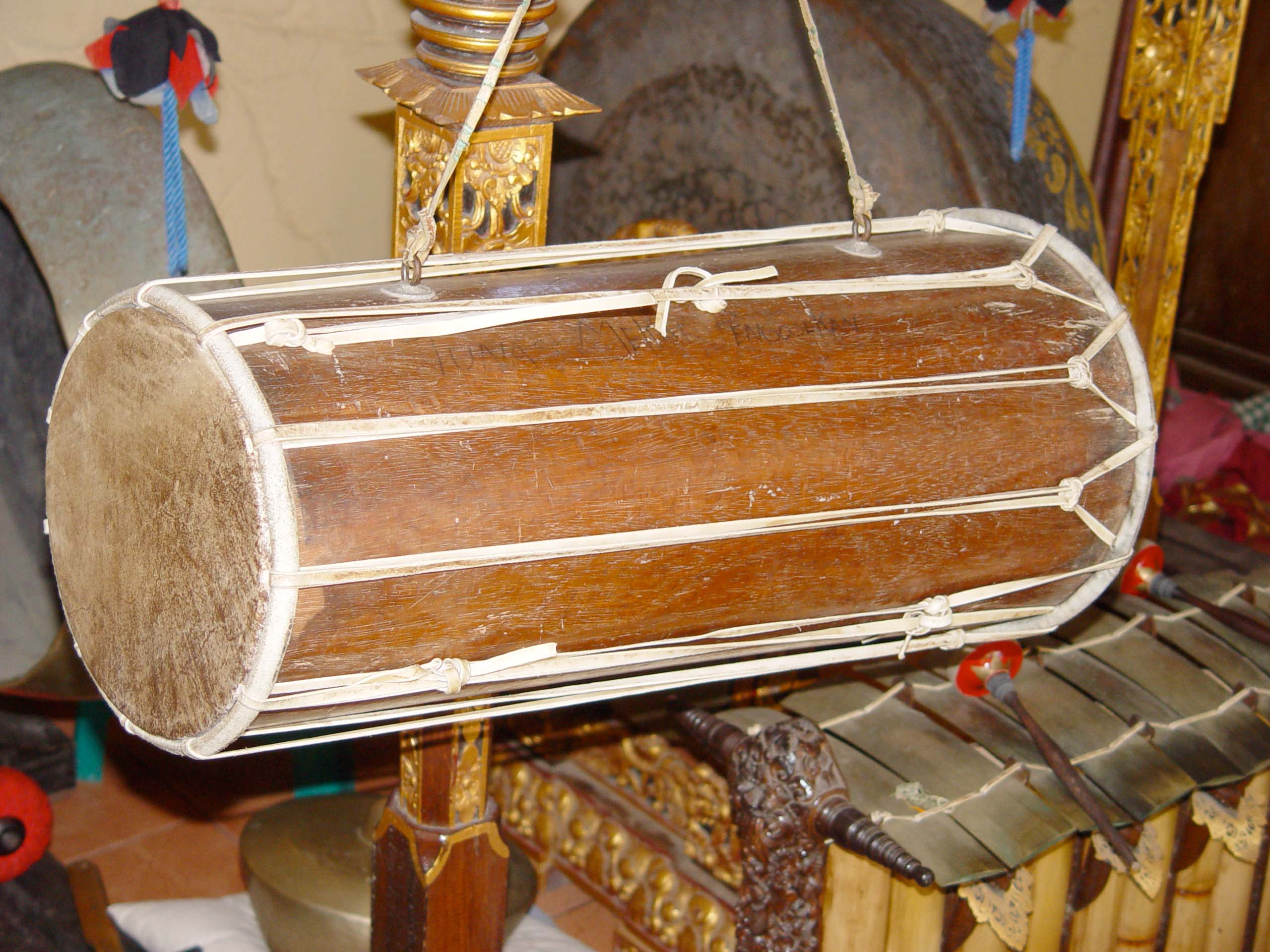
Генданг с острова Бали

Генданг (Кенданг; индон. и малайск. Kendhang, яв. ꦏꦼꦤ꧀ꦝꦁ Kendhang, балийск. Kendang, буг. Gendang, маранао Gandang, макасар. Gandrang, Gandang, Gandangan) — барабан традиционного индонезийского оркестра гамелан.
У народов Явы и малайцев, одна сторона барабана больше другой и дает более низкий звук. У барабанов Бали и Маранао обе стороны одинаковы.
Исполнитель, как правило, сидит на полу и играет руками или специальными палками.
Барабаны различаются по размерам:
- Kendhang ageng, kendhang gede или kendhang gendhing — барабан самого большого размера с низким тоном.
- Kendhang ciblon барабан среднего размера.
- Kendhang batangan, kendhang wayang среднего размера, используется для аккомпанемента.
- Kendhang ketipung самый маленький барабан.